# オンリー・ワンズ
ジ・オンリー・ワンズ（The Only Ones）は、イギリスのパンク／ニュー・ウェイヴ・バンドである。

## 概要
ピーター・ペレットを中心に1976年にロンドンで結成。1978年にCBSと契約し、セカンド・シングル 「Another Girl, Another Planet」をリリースする。
その後、3枚のアルバムを発表するも商業的に成功せず1981年にCBSに契約を破棄され解散。
1994年にピーター・ペレットが「Peter Perrett with The One」名義で来日。1996年にはソロ・アルバムを発表している。
そして2007年に再結成し、ジ・オンリー・ワンズ名義での初来日を果たす。その後、2009年にも来日した。
ドラマーであったマイク・ケリーの死によって2017年以降、バンドとしての活動は中断されていたが、ペレット、アラン・メアー、ジョン・ペリーが2019年夏に3曲のセットを演奏するために再結成を行った。

## その他
1982年時の解散理由としては、当時のパンク/ニュー・ウェイヴにおいて、他のバンドよりも平均年齢が高かったため支持を得られなかったことや、バンド内の薬物問題が挙げられる。特にボーカルのピーター・ペレットは薬物を常用していたようであったが、本人曰く現在は治療により克服したようである。

## メンバー
- ピーター・ペレット (Peter Perrett) - ボーカル、ギター
- ジョン・ペリー (John Perry) - ギター
- アラン・メアー (Alan Mair) - ベース
- マイク・ケリー (Mike Kellie) - ドラム ※2017年死去

## ディスコグラフィ

### スタジオ・アルバム
- 『ジ・オンリー・ワンズ』 - The Only Ones (1978年)
- 『イーヴン・サーペンツ・シャイン』 - Even Serpents Shine (1979年) ※旧邦題『破滅への影』
- 『ベイビーズ・ゴット・ア・ガン』 - Baby's Got a Gun (1980年)